# Chiesa di San Lorenzo (Parma, Moletolo)
La chiesa di San Lorenzo è un luogo di culto cattolico dalle forme neoclassiche, situato in strada Moletolo 119 a Moletolo, frazione di Parma, in provincia e diocesi di Parma; è sede di una parrocchia compresa nella zona pastorale della città.

## Storia
Il luogo di culto originario fu edificato in epoca medievale; la più antica testimonianza della sua esistenza risale al 7 novembre del 1141, quando la cappella di San Lorenzo fu citata in una bolla del papa Innocenzo II tra i beni dipendenti dal Capitolo della Cattedrale di Parma, che furono posti sotto la protezione della Santa Sede.
Nel 1230 l'Ecclesia S. Laurencii de Meledulo fu menzionata nel Capitulum seu Rotulus Decimarum della diocesi di Parma tra le pertinenze del Capitolo.
Nel 1299 la cappella fu posta alle dipendenze dell'abbazia di San Martino dei Bocci, ma entro il 1354 passò sotto la giurisdizione della pieve di Castelnovo.
Tra il 1494 e il 1520 il luogo di culto fu unito alla cappella di Baganzolino, ma entro il 1564 fu elevato a sede parrocchiale autonoma.
Nei primi anni del XIX secolo la chiesa fu profondamente danneggiata dall'esondazione del vicino torrente Parma; furono successivamente avviati i lavori di ricostruzione in stile neoclassico dell'edificio, che fu completato nel 1834 e benedetto il 10 agosto dello stesso anno.
Nel 1874 il tempio fu sottoposto a interventi di restauro.
Dopo il 1911 la facciata fu modificata con l'apertura di un'ampia trifora centrale che sostituì una piccola finestra quadrata.
All'incirca tra il 1960 e il 1965 la chiesa fu interessata da nuovi lavori di restauro che riguardarono l'intero edificio.
Tra il 2013 e il 2015 le coperture in coppi furono completamente ristrutturate.

## Descrizione

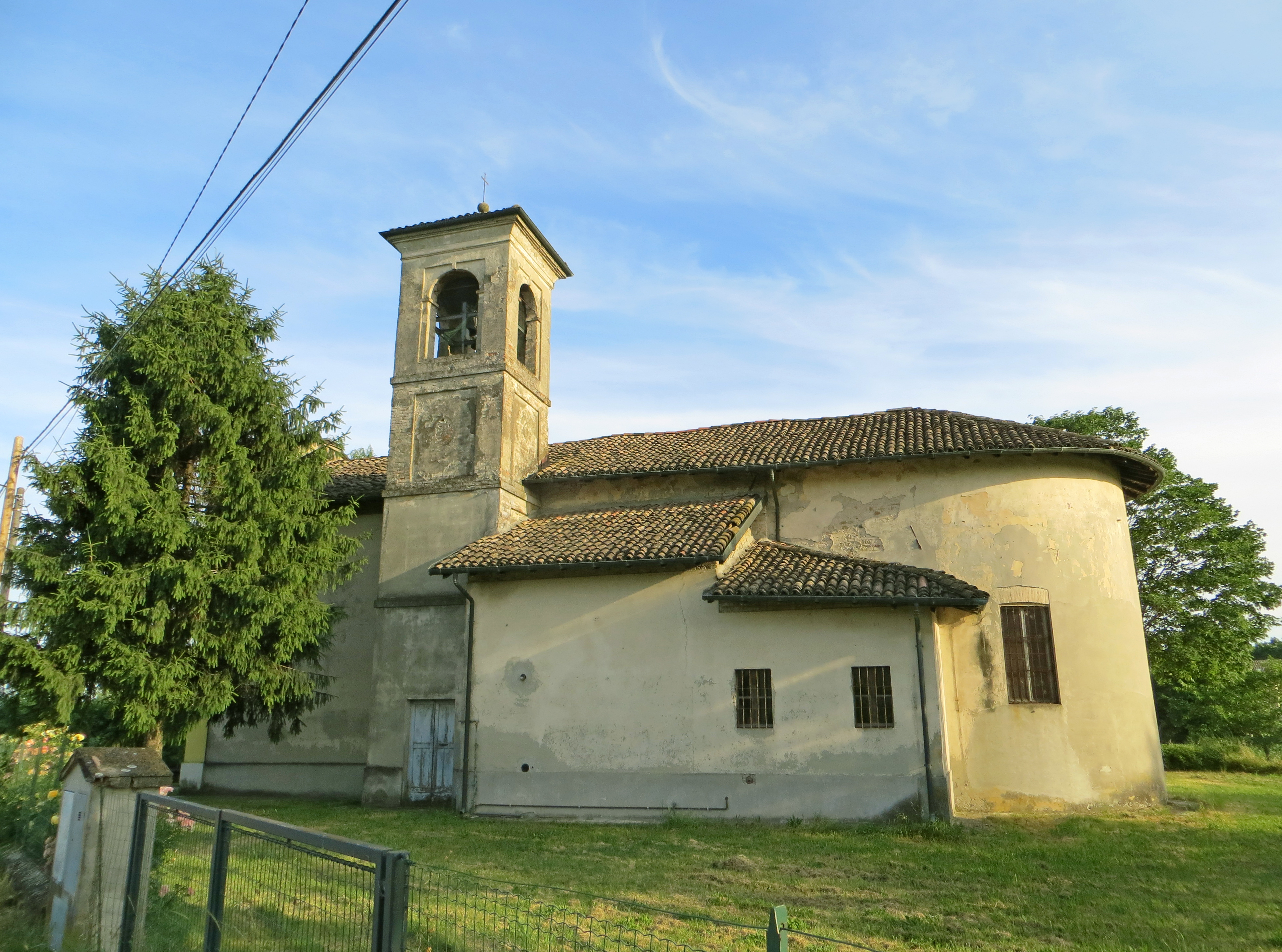
Lato nord e campanile

La chiesa si sviluppa su un impianto a navata unica affiancata da una cappella sul lato sinistro, con ingresso a est e presbiterio absidato a ovest.
La simmetrica facciata a capanna, interamente intonacata come il resto dell'edificio, è delimitata da due lesene alle estremità; al centro, all'interno di una leggera rientranza ad arco a tutto sesto, è collocato l'ampio portale d'ingresso, sormontato da una larga trifora ad arco ribassato scandita da colonnine; in sommità si staglia un frontone triangolare con cornice in lieve aggetto.
Dai fianchi aggettano la cappella e i locali annessi; a metà del prospetto destro si erge su tre ordini separati da fasce marcapiano il campanile; la cella campanaria si affaccia sulle quattro fronti attraverso ampie monofore ad arco a tutto sesto, delimitate da lesene sulle estremità.
All'interno la navata, coperta da una volta a botte, è affiancata da una serie di paraste coronate da capitelli dorici, a sostegno del cornicione perimetrale modanato; sulla sinistra si apre attraverso un'ampia arcata a tutto sesto la cappella a pianta semicircolare, al cui interno è collocato il fonte battesimale.
Il presbiterio, lievemente sopraelevato, è preceduto da un grande arco trionfale; l'ambiente, chiuso superiormente da una volta a botte, accoglie l'altare maggiore a mensa in granito, aggiunto intorno al 1980; sul fondo l'abside, coperta dal catino a semicupola, ospita tra due monofore laterali la pala raffigurante San Lorenzo, risalente all'incirca al 1834.
La chiesa conserva un bassorilievo cinquecentesco in terracotta, rappresentante Tre angeli che reggono il Cristo morto nel sepolcro.